# Aburina electa
Aburina electa is een vlinder van de familie van de spinneruilen (Erebidae), van de onderfamilie van de Pangraptinae. De wetenschappelijke naam van deze soort is voor het eerst voorgesteld door Ferdinand Karsch in een publicatie uit 1896.
De soort komt voor in Kameroen en Congo-Kinshasa.